# Saltos en los Juegos Asiáticos
Los saltos de trampolín y plataforma se disputan en los Juegos Asiáticos desde la primera edición, que se celebró en Nueva Delhi (India) en 1951.

## Ediciones
| Núm.  | Año  | Sede        | País          |
| ----- | ---- | ----------- | ------------- |
| I     | 1951 | Nueva Delhi | India         |
| II    | 1954 | Manila      | Filipinas     |
| III   | 1958 | Tokio       | Japón         |
| IV    | 1962 | Yakarta     | Indonesia     |
| V     | 1966 | Bangkok     | Tailandia     |
| VI    | 1970 | Bangkok     | Tailandia     |
| VII   | 1974 | Teherán     | Irán          |
| VIIII | 1978 | Bangkok     | Tailandia     |
| IX    | 1982 | Nueva Delhi | India         |
| X     | 1986 | Seúl        | Corea del Sur |
| XI    | 1990 | Pekín       | China         |
| XII   | 1994 | Hiroshima   | Japón         |
| XIII  | 1998 | Bangkok     | Tailandia     |
| XIV   | 2002 | Busan       | Corea del Sur |
| XV    | 2006 | Doha        | Catar         |
| XVI   | 2010 | Cantón      | China         |
| XVII  | 2014 | Incheon     | Corea del Sur |
| XVIII | 2018 | Yakarta     | Indonesia     |
| XIX   | 2022 | Hangzhou    | China         |